# Arbeidseconomie
De arbeidseconomie probeert de werking en dynamiek van de markten voor arbeid te begrijpen. Arbeidsmarkten functioneren bij gratie van de wisselwerking tussen werknemers en werkgevers. Arbeidseconomie kijkt naar het aanbod van arbeidsdiensten (werknemers), de vraag naar arbeidsdiensten (werkgevers) en pogingen om het resulterende patroon van lonen, werkgelegenheid en inkomen te begrijpen.
In de economie is arbeid een maat voor het werk door menselijke wezens. Arbeid wordt conventioneel onderscheiden van andere productiefactoren zoals land en kapitaal. Er zijn theorieën die een concept hebben ontwikkeld dat menselijk kapitaal wordt genoemd. Menselijk kapitaal gaat over de vaardigheden die werknemers bezitten, niet noodzakelijkerwijs over hun eigenlijke werkzaamheden, hoewel er ook andere macro-economische systeemtheorieën bestaan, die denken dat menselijk kapitaal een contradictio in terminis is.